# Aymeric de Magnac

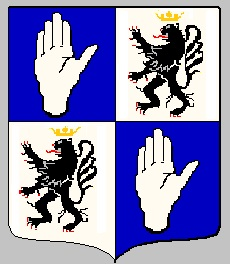
Armes des Magnac du Châtelard (Saint-Junien, Haute-Vienne)

Aymeric de Magnac, dit le cardinal de Paris (né à Saint-Junien en Limousin et mort le 21 mars 1385 en Avignon) est un pseudo-cardinal français du XIVe siècle créé par l'antipape d'Avignon Clément VII.

## Biographie
Aymeric de Magnac est le fils d'Etienne et d'une demoiselle de Montvallier, dame du Châtelard en Saint-Junien (Haute-Vienne), sa famille étant distincte de celle homonyme de Magnac-Laval. Son frère Pierre, échanson de Charles V, fut lieutenant de Bertrand du Guesclin et l'un des meilleurs chevaliers de son temps.
D'abord chanoine et chancelier du chapitre de Chartres, il est élu doyen en 1360, mais le pape Innocent VI impose son propre candidat, Philippe de Talaru. Aymeric de Magnac est chanoine à Paris, curé de Saint Jacques de la Boucherie et membre du conseil des rois de France Jean le Bon et Charles V. En 1373, il est nommé évêque de Paris.
Le roi l'envoie auprès de Grégoire XI en 1377 pour demander la promotion du diocèse de Paris au rang archiépiscopal. La mission ne réussit pas, mais le pape octroie à Aymeric de Magnac et à ses successeurs le droit de porter le pallium.
Il fonde les collèges de Maitre-Gervais et de Dainville.
Il joint l'obédience d'Avignon, après l'élection de l'antipape Clément VII et participe en compagnie de Charles de Bouville à l'ambassade envoyée à Francfort tenter de rallier les électeurs de la Diète d'Empire de 1379 à la cause du pape d'Avignon, sans succès.
Clément VII le crée cardinal lors du consistoire du 23 décembre 1383.